# Schizonycha abdicta
Schizonycha abdicta är en skalbaggsart som beskrevs av Brenske 1898. Schizonycha abdicta ingår i släktet Schizonycha och familjen Melolonthidae. Inga underarter finns listade i Catalogue of Life.